# An Eventful Evening (film 1916)
An Eventful Evening è un cortometraggio muto del 1916 diretto da Tom Mix. Commedia western, la sceneggiatura del film, prodotto dalla Selig, era firmata da Victoria Forde, anche protagonista insieme allo stesso Tom Mix. Gli altri interpreti erano Betty Keller e Pat Chrisman.

## Produzione
Il film fu prodotto da Tom Mix per la Selig Polyscope Company.

## Distribuzione
Distribuito dalla General Film Company il film - un cortometraggio in una bobina - uscì nelle sale cinematografiche statunitensi il 21 ottobre 1916.